# Macon Blair
Macon Blair, född 1974, är en amerikansk filmmakare. Han har bland annat varit aktiv som regissör, manusförfattare, producent och skådespelare. Han började på 00-talet men slog igenom 2013 som huvurollen i filmen Blue Ruin.

## Filmografi (i urval)
- 2013 – Blue Ruin
- 2015 – Green Room
- 2017 – I Don't Feel at Home in This World Anymore